# Saudades
Saudades est une ville brésilienne située dans la mésorégion Ouest de Santa Catarina, dans l'État de Santa Catarina.

## Géographie
Saudades se situe par une latitude de 26° 55′ 27″ sud et par une longitude de 53° 00′ 11″ ouest, à une altitude de 280 mètres.
Sa population était de 9 016 habitants au recensement de 2010. La municipalité s'étend sur 206 km2.
Elle fait partie de la microrégion de Chapecó, dans la mésorégion Ouest de Santa Catarina.

## Villes voisines
Saudades est voisine des municipalités (municípios) suivantes :
- Águas de Chapecó
- Cunha Porã
- Cunhataí
- Modelo
- Nova Erechim
- Pinhalzinho
- São Carlos